# Lomoviejo
Lomoviejo település Spanyolországban, Valladolid tartományban.  Lakosainak száma 161 fő (2024).

## Népesség
A település népessége az utóbbi években az alábbiak szerint változott:
| Lakosok száma | 262  | 240  | 214  | 216  | 197  | 189  | 178  | 176  | 172  | 161  |
|               | 2001 | 2004 | 2007 | 2009 | 2012 | 2014 | 2017 | 2019 | 2022 | 2024 |